# ソウル歴史博物館

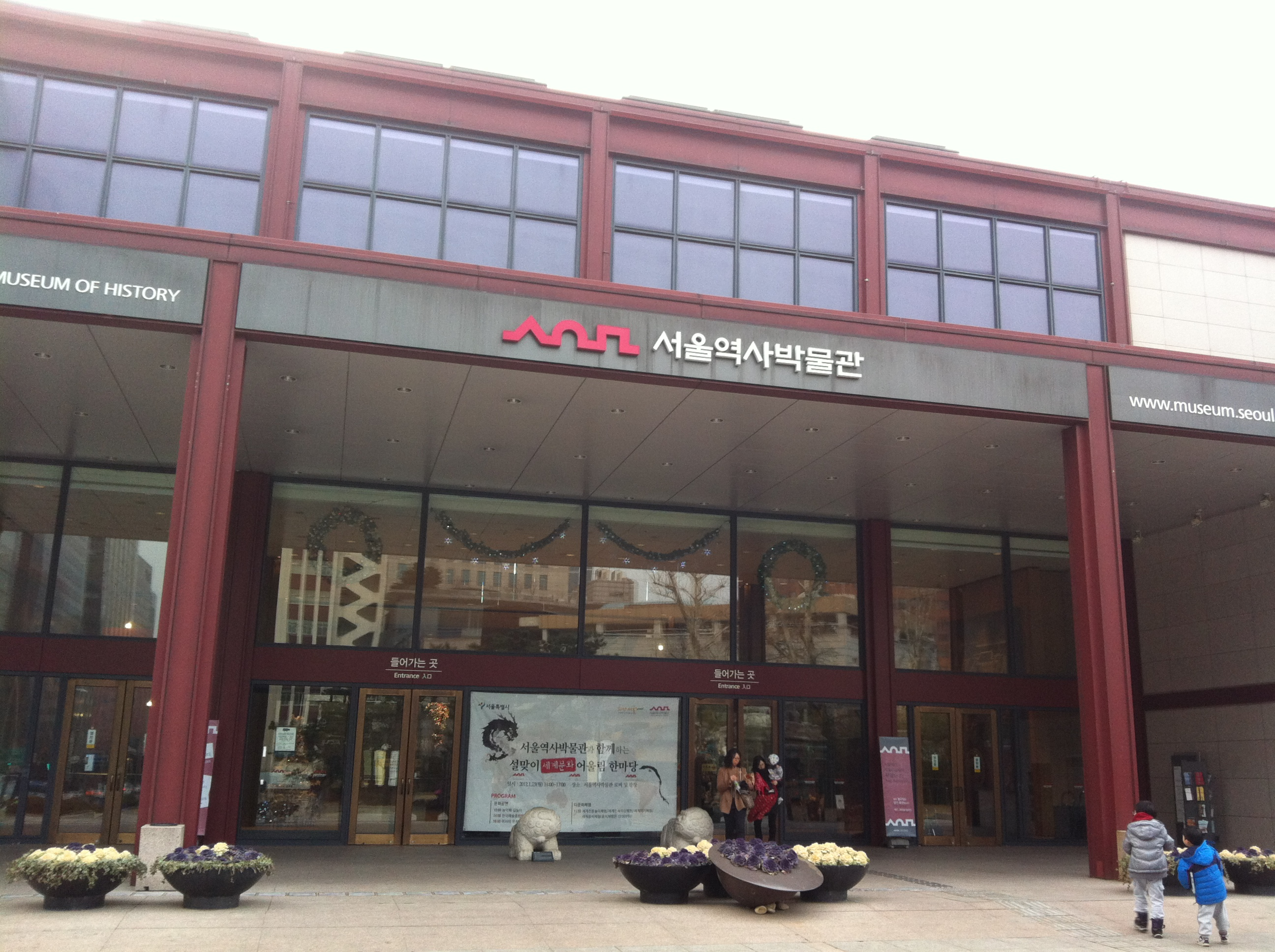
ソウル歴史博物館

ソウル歴史博物館（朝: 서울역사박물관）は、大韓民国ソウル特別市鍾路区にある博物館。李氏朝鮮時代を中心に、先史時代から現代までのソウルの歴史と文化を扱う都市歴史博物館として、2002年5月21日に開館した。
ソウル歴史博物館は、消えてゆく文化遺産を収集・保存・研究・展示・教育を通じて、ソウルの歴史と文化に対する理解を深め、市民の文化的アイデンティティを確立するソウルの代表的な文化施設で、前期百済と、李氏朝鮮の首都として政治・経済・社会・文化の中心として発展してきたソウルの歴史を展示している。

## 展示内容
ソウル歴史博物館の展示内容は以下の通り。
- 1ゾーン (朝鮮の首都、ソウル) : 李氏朝鮮の首都であったソウルの姿と役割を展示
- 2ゾーン (ソウルの人々の生活) : 李氏朝鮮時代のソウルの人の日常生活と経済活動を展示
- 3ゾーン (ソウルの文化) : ソウルの宮中文化、学術文化、芸術文化を多様に展示
- 4ゾーン (都市・ソウルの発達) : 過去から現在に至るソウルの姿を都市史の角度から展示
- 企画展示室 : ソウルの歴史・文化に関連した企画展示や国際交流展を開催するスペース
- 寄贈遺物展示室 : 市民が寄贈した遺物を4つの展示室にテーマ別に展示

## 内部施設
- 教育室 : 多様な対象と年齢別に教育プログラムを運営
- 講堂および視聴覚室 : 学術大会、シンポジウム、ワークショップなどを開催
- 文化情報センター : ソウルの歴史・文化関連図書および映像を閲覧可能
- ミュージアムカフェとショップ : 博物館の刊行物をはじめ、特色ある文化商品を販売
- 中庭休憩所 : 博物館の団体利用者に食事場所と休息空間を提供